# SLC30A3
SLC30A3‏ (Solute carrier family 30 member 3) هوَ بروتين يُشَفر بواسطة جين SLC30A3 في الإنسان.